# Lobos partido
Lobos egy partido (körzet) Argentínában a Buenos Aires tartományban. A fővárosa Lobos.

## Települések
| - Antonio Carboni - Elvira - José Santos Arévalo - Lobos | - Empalme Lobos - Las Chacras - Salvador María - Zapiola |